# 伊尔桑格
伊尔桑格（法語：Hirsingue，法語發音：[iʁzɛ̃ɡ] ⓘ）是法国上莱茵省的一个市镇，位于该省南部，属于阿尔特基什区。

## 地理
伊尔桑格（47°35'11"N, 7°15'10"E）面积12.88 平方千米，位于法国大東部大區上莱茵省，该省份为法国东部内陆省份，是阿尔萨斯的一部分，今与下莱茵省组成了阿尔萨斯欧洲集体，其北临下莱茵省，西接孚日省，西南接贝尔福地区省，东侧沿莱茵河与德国相望，南与瑞士接壤。
与伊尔桑格接壤的市镇（或旧市镇、城区）包括：伊尔茨巴克、阿尔特基什、维特斯多夫、什沃本、贝滕多夫、艾默斯多夫、拉尔吉岑。
伊尔桑格的时区为UTC+01:00、UTC+02:00（夏令时）。

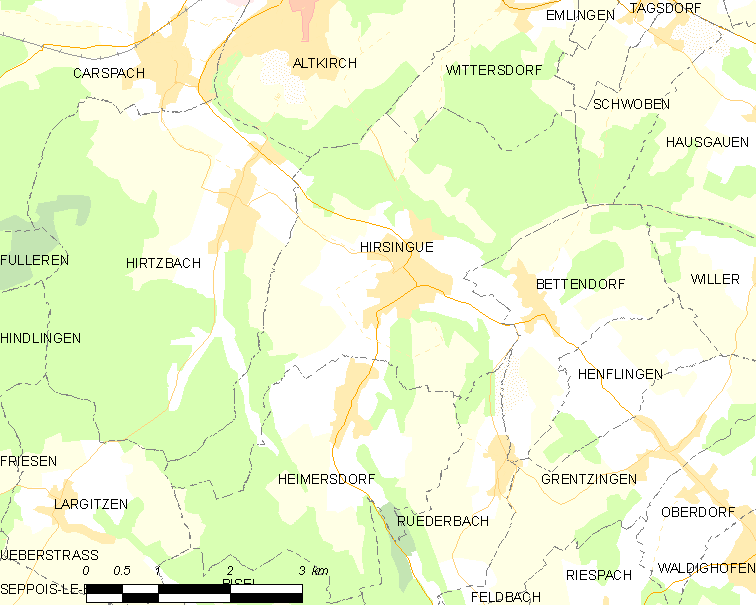
伊尔桑格的OSM定位图

## 行政
伊尔桑格的邮政编码为68560，INSEE市镇编码为68138。

## 政治
伊尔桑格所属的省级选区为阿尔特基什县。

## 人口

1962-2008年间伊尔桑格人口变化图示

伊尔桑格于2022年1月1日时的人口数量为2131人。